# Piper puncticulatum
Piper puncticulatum är en pepparväxtart som beskrevs av Henry Nicholas Ridley. Piper puncticulatum ingår i släktet Piper och familjen pepparväxter. Inga underarter finns listade i Catalogue of Life.